# Diálogos de paz entre el gobierno de Andrés Pastrana y el Ejército de Liberación Nacional
Los diálogos de paz entre el gobierno de Andrés Pastrana y el Ejército de Liberación Nacional fueron una serie de conversaciones y negociaciones entre el gobierno del presidente colombiano, Andrés Pastrana y la guerrilla del Ejército de Liberación Nacional (ELN), iniciadas con la elección de Pastrana como presidente de Colombia en el año 1998 y finalizadas el 7 de agosto de 2002. 
El ELN cometió numerosas acciones bélicas durante la administración del presidente Pastrana, como la Masacre de Machuca, secuestros masivos como el Secuestro de la ciénaga de El Torno, el Secuestro en la Iglesia La María y el Secuestro del avión Fokker de Avianca, todo destinado a presionar al gobierno Pastrana para desmilitarizar una zona en el sur del departamento de Bolívar y así realizar un "intercambio humanitario" de guerrilleros presos por secuestrados. El ELN se siguió financiando mediante la práctica del secuestro extorsivo.
El accionar de los paramilitares de las Autodefensas Unidas de Colombia golpeó al ELN en zonas donde tradicionalmente tenía presencia. El ELN culpó en varias ocasiones al gobierno de haber sido negligentes frente al fenómeno del paramilitarismo en Colombia.

## Antecedentes
Durante la administración del presidente Ernesto Samper (1994-1998) se llevaron a cabo negociaciones de paz con la mediación de la Iglesia católica, la sociedad civil y el gobierno alemán, representado por el negociador Werner Mauss, sin embargo no prosperaron.

## Reunión en Ginebra

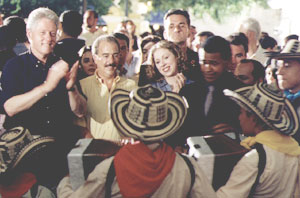
El presidente colombiano Andrés Pastrana y el presidente estadounidense Bill Clinton en el año 2000. Artífices del Plan Colombia (1999).

El 9 de marzo, el ELN congeló los diálogos con el gobierno. Sin embargo, las conversaciones se reanudaron el 27 de junio en Ginebra, Suiza tras el encuentro entre los miembros de la Comisión Facilitadora de la sociedad civil, que además gestionó una reunión con los mandos militares, comandadas por los generales Fernando Tapias y Jorge Enrique Mora en Bogotá.
El encuentro en Ginebra fue patrocinado por el Centro para el Diálogo Humanitario de Naciones Unidas. Como voceros del gobierno participaron Jorge Mario Eastman , Comisionado Adjunto de Paz, y los delegados del ELN, Ramiro Vargas y Milton Hernández, además de veinte representantes de organizaciones civiles del Colombia y otros organismos internacionales.
Tras la reunión se acordó avanzar en los diálogos de paz, además de un posible encuentro entre el presidente Andrés Pastrana y el jefe político del ELN, Nicolás Rodríguez Bautista, alias "Gabino". Específicamente en tratar lo relacionado con la zona de encuentro y la seguridad, los compromisos presidenciales, la verificación, la policía cívica, la infraestructura y la convención nacional.
El delegado Eastman propuso un cronograma de trece semanas de duración para trabajaren el nombramiento de los posibles negociadores del Gobierno y del ELN, negociar el decreto de la zona de encuentro y la relocalización de las Fuerzas Militares y de Policía. Además de las reuniones con "países amigos" y verificadores, la definición de las instancias y las personas encargadas de la verificación sobre el terreno, los reglamentos y la convocatoria de la policía civil.

## Reunión en Caracas
El ELN y el gobierno sostuvieron reuniones en Caracas, Venezuela entre el 24 y el 28 de julio de 2001. En las reuniones participaron miembros del Comando Central del ELN y el Alto Comisionado para la Paz, Camilo Gómez, pero acordaron no discutir públicamente los temas tratados en la reunión.

## Zona desmilitarizada en el sur de Bolívar
Entonces con una fuerza de aproximadamente 4500 combatientes, el ELN logró acordar con el gobierno Pastrana iniciar diálogos en una zona desmilitarizada del sur del departamento de Bolívar comprendida por los municipios de San Pablo y Cantagallo. Sin embargo, el plan no se pudo llevar a cabo debido a la oposición de los pobladores y líderes de la región como los gobernadores departamentales y los alcaldes municipales, que temían que el ELN promoviera la violencia en la zona.
A raíz del debate que se impuso en el país por las pretensiones del gobierno de Andrés Pastrana de propiciar una ‘zona de encuentro’ para iniciar diálogos de paz con la guerrilla del ELN, el entonces comandante de las Autodefensas Unidas de Colombia, Carlos Castaño Gil, había emitido una directriz para que se aprovechara el debate electoral del año 2000 y, a través del proselitismo armado, se impusieran candidatos y mayorías en alcaldías, concejos y gobernaciones del Cesar y Bolívar.
En criterio de la Unidad de Derechos Humanos de la Fiscalía General de la Nación, en ese escenario, las autodefensas también presionaban y obligaban a los campesinos a bloquear carreteras y a adelantar movilizaciones bajo la consigna de “No al despeje para el ELN en el sur de Bolívar”
El 11 de abril de 2001, el comandante del ELN, Pablo Beltrán expresó que los contactos con el Gobierno del Presidente Andrés Pastrana para iniciar una negociación "están en un punto muerto... …Ni avanza ni retrocede".

## Secuestro de empleados de la Occidental Petroleum Corporation (Oxy)
El 16 de abril de 2001, el ELN secuestró a 34 trabajadores de la multinacional petrolera estadounidense Occidental Petroleum Corporation (Oxy) en el departamento de Arauca, zona fronteriza con Venezuela cuando se desplazaban en ocho vehículos. Todos los secuestrados eran de nacionalidad colombiana y trabajaban en vigilancia, casino y servicios técnicos del campo de Caño Limón. Fueron liberados en Saravena, Arauca el 19 de abril de 2001. Alias Pablo Beltrán transmitió un comunicado que el secuestro político fue realizado debido a que Pastrana no había cumplido con el compromiso de ordenar la desmilitarización de una zona en el sur del departamento de Bolívar y por los conflictos entre las comunidades indígenas y la petrolera Oxy. También reveló que el ELN había decidido "suspender indefinidamente los diálogos con el Gobierno del presidente Andrés Pastrana" que buscaban dar inicio al proceso de paz.

## Frente Común por la Paz y contra la Violencia
El 14 de enero de 2002, se reúne el Frente Común por la Paz y contra la Violencia, con la participación de Ciro Ramírez, Horacio Serpa, Antonio Navarro Wolff, por miembros del gobierno Pastrana y otros sectores políticos. El frente fue creado por iniciativa de Horacio Serpa, ante la suspensión de los diálogos entre el gobierno y el ELN.

## Cumbre por la Paz en Cuba
El 11 de enero de 2002, los representantes del Gobierno, voceros del ELN y los integrantes de la Comisión de Personalidades o de "Notables", se reunieron en La Habana, Cuba para analizar documento de recomendaciones. En representación del Gobierno asistieron el Alto Comisionado para la Paz Camilo Gómez, Gustavo Villegas, Juan Ricardo Ortega y el embajador de Colombia ante Cuba, Julio Londoño. En representación del ELN, estuvieron "Ramiro Vargas", "Milton Hernández" y "Oscar Santos", mientras que por la Comisión de Notables, Vladimiro Naranjo y Alberto Pinzón.
Las conversaciones avanzan, sin embargo el 12 de enero, el ELN emite un comunicado en el que acusan a paramilitares de entorpecer los diálogos en Cuba, al "violaciones contra comunidades del Catatumbo", por lo que pide "atención" y "presencia" por parte de los países amigos del proceso de paz y delegado del Secreario General de la ONU. El ELN suspende los diálogos hasta que una comisión vaya a la zona del Catatumbo a verificar las denuncias. El 14 de enero se vuelve a reunir el Frente Común por la Paz y Contra la Violencia. 
El 31 de mayo, el presidente Pastrana rompió las conversaciones con el ELN, ante la imposibilidad de acceder a las demandas del ELN para financiar la tregua. Pastrana también responsabilizó al ELN de no querer firmar un acuerdo que se había redactado conjuntamente. El ELN por su parte emitió un comunicado el 3 de junio respondiendo al Gobierno con un comunicado titulado "La paz exige grandeza", en el que decía que el gobierno tenía incapacidad de cumplir compromisos. Citaron la Zona de encuentro en el sur de Bolívar, el supuesto incumplimiento del Acuerdo de La Habana del 2001 y el acuerdo de Transición hacia el próximo gobierno. El ELN anunció que mantendría su postura de trabajar por una salida política al conflicto.
La Comisión de Facilitación se reúne con los voceros del ELN, "Felipe Torres" y "Francisco Galán" en la cárcel de Itagüi (Antioquia) el 20 de enero de 2002, para distensionar los diálogos con una fiesta social.
Para el 22 de enero, el Frente Común por la Paz y Contra la Violencia vuelve a reunirse.
El 28 de enero de 2002 la delegación del gobierno Pastrana, encabezada por el Alto Comisionado Camilo Gómez viaja a La Habana, Cuba para iniciar la "Cumbre por la Paz" con voceros del ELN. Al siguiente día se inician los diálogos con la participación de unos cien invitados. Mientras que en Colombia, salen de la cárcel del Itaguí bajo autorización del Gobierno, los voceros del ELN, Felipe Torres y Francisco Galán. La Cumbre por la Paz terminó el 31 de enero con una declaración conjunta afirmando que era "indispensable realizar acuerdos humanitarios... ...verificables por organismos nacionales e internacionales", además de resaltar el papel de los delegados de las Naciones Unidas, los países amigos de los diálogos y considerar la participación de Estados Unidos como posible observador.
El 1 de febrero el gobierno y el ELN realizan una evaluación sobre la cumbre, en la que participan el Alto Comisionado para la Paz, Camilo Gómez, el embajador Julio Londoño, Gustavo Villegas y Juan Ricardo Ortega. Por el ELN, Ramiro Vargas, Óscar Santos, Milton Hernández, Felipe Torres y Francisco Galán. La reunión termina al día siguiente y expiden un comunicado conjunto designando una comisión para analizar sugerencias de la Cumbre. El comisionado de paz Camilo Gómez se vuelve a reunir con Felipe Torres y Francisco Galán el 28 de febrero de 2002.
Pese al rompimiento de los Diálogos de paz entre el gobierno Pastrana y las FARC-EP (1998-2002), el ELN emite un comunicado el 21 de febrero en el que reiteran que están dispuestos a seguir con los diálogos. El 24 de febrero el comisionado de Paz, Camilo Gómez viajó a Cuba para asistir a otra reunión con los voceros del ELN.
El 20 de marzo de 2002 se reanudaron las conversaciones entre el ELN y el gobierno sobre una posible tregua. Alias "Pablo Beltrán", como vocero del ELN dice que hay buen ambiente para la negociación, en el que discutieron temas sobre los secuestrados y la verificación para la zona de despeje en el sur del departamento de Bolívar.
El 5 de abril de 2002, la Dirección del Área Industrial del ELN emitió un comunicado en el que afirma haber cumplido con compromisos adquiridos con los alcaldes del oriente del departamento de Antioquia en el 2001 y acusa al gobierno de oponerse a la solución pacífica del conflicto.
El gobierno de Andrés Pastrana rompe relaciones con el ELN unilateralmente el 3 de junio de 2002, mientras que el Comando Central (COCE) del ELN emitió un comunicado donde decía que "el ELN mantiene incólume su postura de seguir trabajando por una salida política al conflicto".